# Timau
Timau (friulanisch: Tamau, deutsch: Tischelwang, im südbairischen Ortsdialekt: Tischlbong) ist eine Fraktion der italienischen Gemeinde Paluzza in der Region Friaul-Julisch Venetien.

## Geographie
Timau liegt in den Karnischen Alpen in verkarsteter Hochgebirgslandschaft im Val Bût-Tal am Ausgang des Plöckenpass auf 830 m s.l.m. Es liegt in der Gebirgsregion Carnia und ist ein Teil der Gemeinde Paluzza (Nachbargemeinden sind: Arta Terme, Cercivento, Comeglians, Forni Avoltri, Kötschach-Mauthen, Lesachtal, Ligosullo, Paularo, Ravascletto, Rigolato, Sutrio, Treppo Carnico).
Das Dorf entwickelte sich entlang zweier parallel verlaufender Straßen. An der älteren inneren Straße stehen die meisten Häuser und die neue Straße (Staatsstraße 52 bis) führt auf den nahen Plöckenpass und damit zur Grenze zwischen Italien und Österreich. Hoch über Timau ragt das 2217 Meter hohe Felsband der Creta di Timau (Tischlbongarisch: Hoach Eika) mit dem Seitengipfel Gamsspitz in den Himmel.

## Geschichte
Der romanische Namen des Ortes leitet sich wahrscheinlich von einem hier zu Ehren des karnischen Flussgottes Timavus errichteten Quellheiligtum ab (das später verchristlicht zum „dar olta got va tischlbong“ und zu einer weithin bekannten Wallfahrtsstätte wurde). Durch das Timaveser Gebiet führte die wichtige Römerstraße Julia Augusta (Aquileia-Salzburg) über den Plöckenpass. So kann man vermuten, dass es hier eine römische Straßenstation mit Siedlung gab.
Nach lokaler mündlicher Überlieferung wurde Timau in zwei Wellen (die erste um das Jahr 1000: Darauf lässt die nur bis ins 11. Jh. gebräuchliche Ortsbezeichnung „–wang“ schließen; und die zweite Mitte des 13. Jh.: Darauf lassen Untersuchungen der örtlichen Mundart schließen) von Einwanderern aus dem Kärntner Gailtal und vom Kärntner Weißensee her besiedelt. Es handelte sich vermutlich um Bergknappen, welche die Blei- und Kupfervorkommen am Kleinen und Großen Pal ausbeuteten. Die erste Ansiedlung befand sich circa einen Kilometer weiter südlich. Sie wurde 1729 von einer Naturkatastrophe zerstört. Im Ersten Weltkrieg war der Ort im Frontgebiet, so dass die Ortsbewohner zum Teil evakuiert wurden. Die Tischlbongarin Maria Plozner Mentil, die wie viele Frauen aus Karnien für die italienischen Truppen Nahrung und Munition zur Front schleppte, starb als Heldin (nach ihr ist die Kaserne in Paluzza benannt).

## Sprache
Die deutsche Alltagssprache der Älteren (die Jüngeren benutzen das Tischlbongarisch weniger) ist ein Dialekt des Kärntnerischen. Er unterscheidet sich aber von jenem durch stärkere romanische Einflüsse. Friulanisch ist teilweise Umgangssprache und Italienisch ist mangels deutschem Schulunterricht die ausschließliche Schriftsprache. Vor allem der Tischlbonger Kulturverein „Cirkul Kulturaal“ ist um die Erhaltung der alten Sprache bemüht und gibt seit 1985 die Zeitschrift Asou geats – und cka taivl varschteats! („So geht’s – und kein Teufel versteht’s!“) heraus. Auch im Kindergarten und in der Schule wird heute wieder Tischlbongarisch gelehrt. 2003 verfügten 87 % der Erwachsenen Tischelwanger über Deutschkenntnisse, 70 % über eine komplette Sprachbeherrschung. Bei Kindern und Jugendlichen unter 20 Jahren verfügten 75 % über Deutschkenntnisse und 49 % über eine komplette Sprachbeherrschung. 25 % der Einwohner Tischelwangs sprachen gar kein Deutsch.
Heute bestehen zum Teil enge Kontakte zu den anderen deutschen Enklaven in Italien: Sappada (deutsch: Bladen, mundartlich-tirolerisch Plodn, Provinz Udine), Sauris (deutsch: Zahre, Provinz Udine), Luserna (zimbrisch: Lusern, Provinz Trient), Valle Fersina (deutsch: Fersental, in der Mundart: Bersntol, Provinz Trient), Sieben Gemeinden (zimbrisch: Sim Komäun) mit dem Hauptort Asiago (zimbrisch: Sleghe, Provinz Vicenza) und zu den Dreizehn Gemeinden (Provinz Verona).

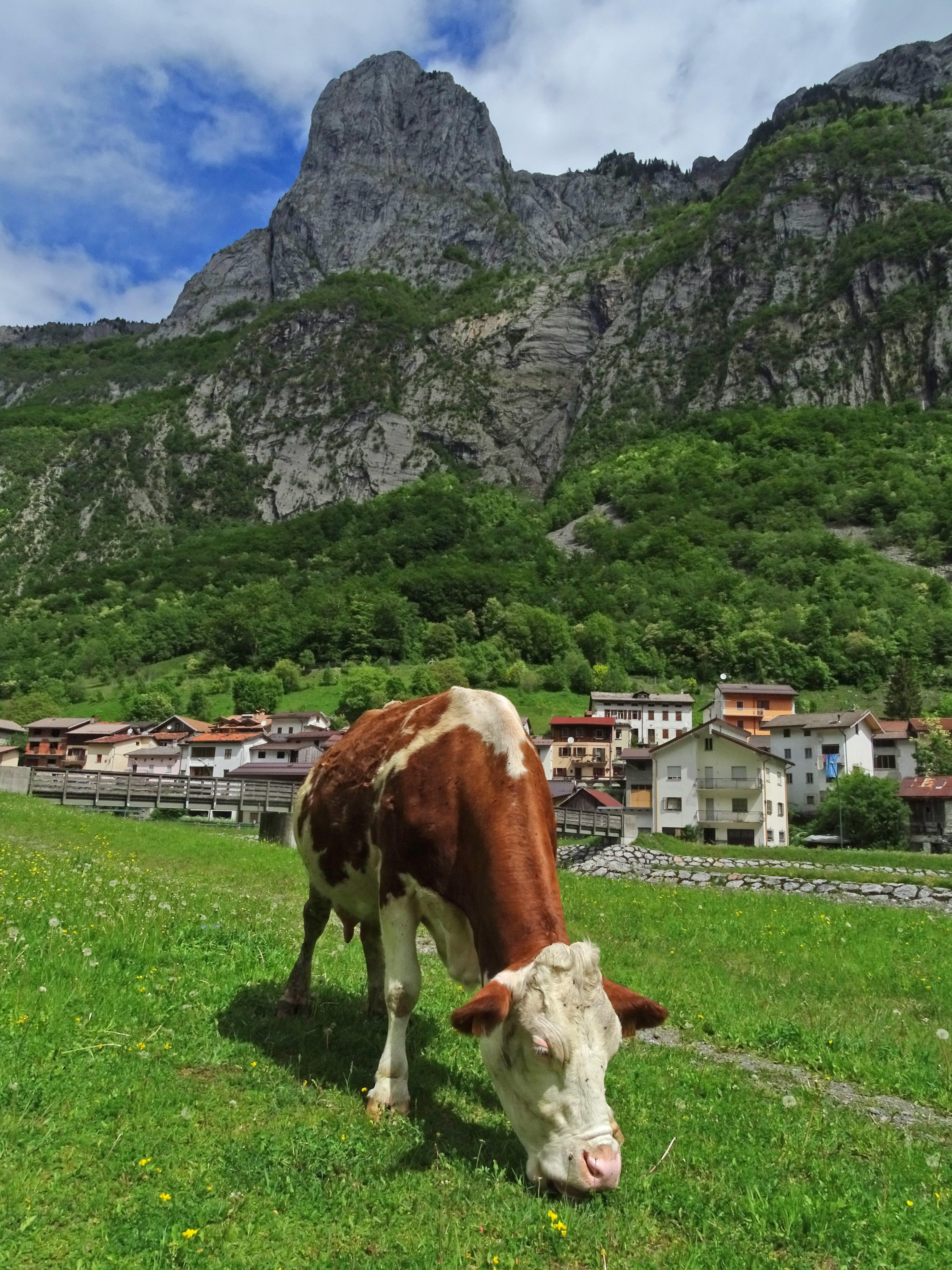
Timau mit der Gamspitz 1848 m
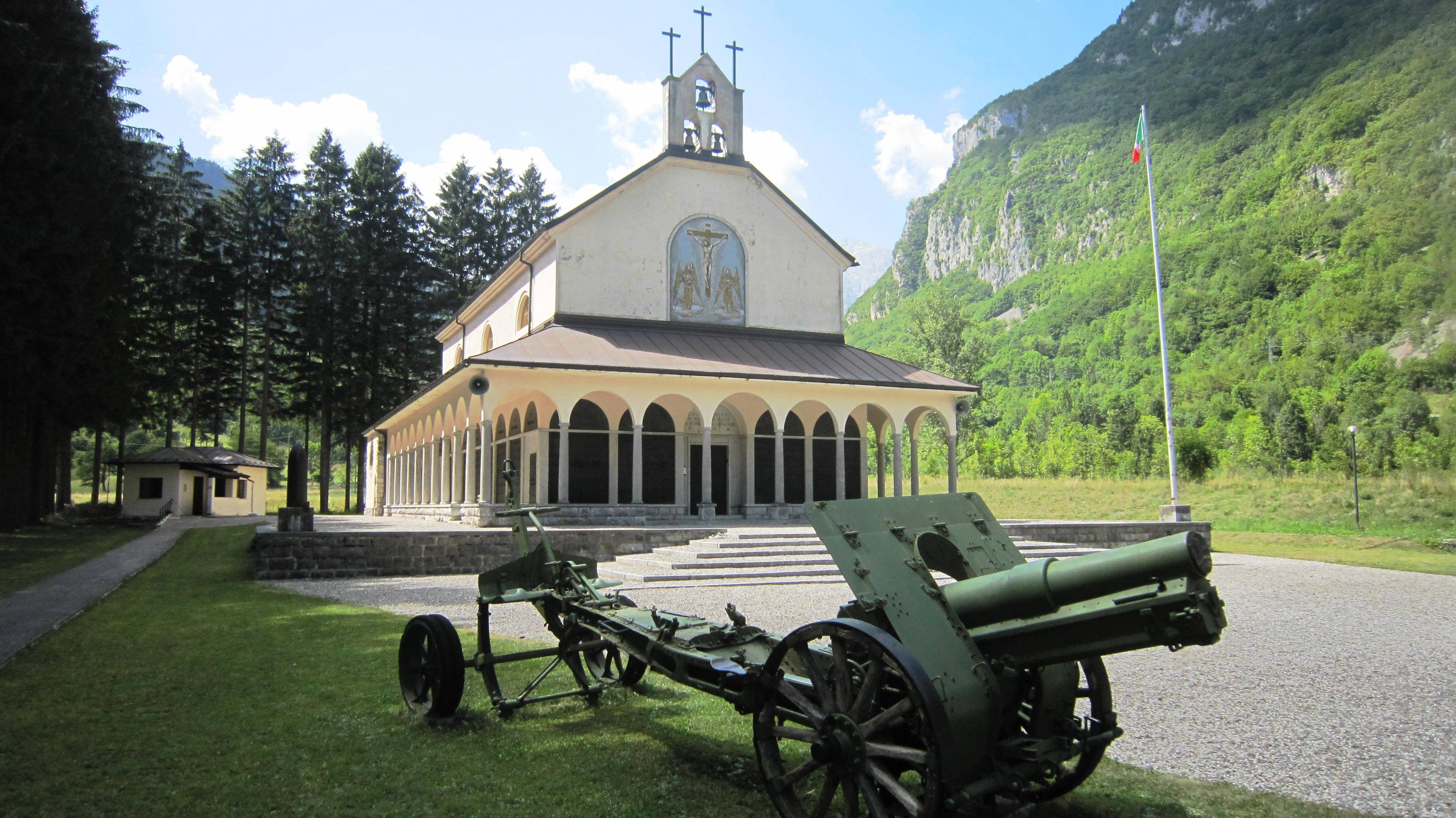
Beinhaus Timau

## Ortsnamen
Tischelwang ist ein Flurname: Wiesenhang, auf dem das Gewöhnliche Hirtentäschel (lateinisch Capsella bursa pastoris) wächst. Die erste schriftliche Urkunde, in der die deutsche Fassung des Ortsnamens als Teschelwanch erwähnt wird, geht auf das Jahr 1342 zurück. Das Dorf besteht aus fünf Weilern: Pauarn, Braida, Scholeit, Par Soga und Rana. Es gibt zahlreiche deutsche Flurnamen. So teilt sich beispielsweise der Ortsteil Pauarn in Oubarlont und Untarlont.
Viele Familien haben deutsche Namen: Anater, Ebner, Laikauf, Matiz, Muser, Plozner, Unfer. Andere typische tischelwangerische Namen klingen hingegen italienisch oder friaulisch, z.B: Duzzi, Mentil, Primus, Silverio.

## Sehenswürdigkeiten
- Beinhaus/Ossario (1936/37 errichtet), beherbergt die sterblichen Überreste von ungefähr 1700 italienischen und österreichisch-ungarischen Soldaten, die hier im Gebirge während des Ersten Weltkriegs umkamen. Das Ossarium befindet sich an der Stelle, wo früher die erste Dorfkirche Timaus stand. Sie wurde im Ersten Weltkrieg zerstört.
- Kirche Sankt Gertrude (1732 beim Aufbau des „neuen“ Dorfes errichtet) und der Dorfheiligen geweiht.
- Kirche Cristo Re (1946–1964). In ihr befindet sich ein vom Grödner Bildhauer Peppi Senoner gefertigter sechs Meter hoher Christus, der auf einem 3 Tonnen schweren und 12 Meter hohen Holzkreuz steht, das in den letzten Jahren von immer mehr Pilgern besucht wird.
- Historisches Museum über den Ersten Weltkrieg in Karnien. Es enthält eine umfangreiche Sammlung von Kriegserinnerungsstücken aus Italien und Österreich, die fast alle an der italienischen Front um Timau (Grüne Schneid, Frischenkofel, Kleiner Pal, Freikofel, Großer Pal, Pramosio) gefunden worden sind. Außerdem etwa tausend Dokumente und unveröffentlichte Fotos.
- Fontanone (Tischlbongarisch: Pruna): starke Quelle, die sich aus der Felswand am Fuße der Gamsspitz ergießt und den Hauptzufluss des Bût bildet.

## Kultur
Das Ortsbild ist italienisch, die geistige Kultur mit Lied, Tanz und Volksschauspiel eine Mischung zwischen altkärntner Traditionen und friulanischen Einflüssen.
- Kulturverein „G. Unfer“
- Chor „Teresina Unfer“
- Brauchtumsgruppe „Da Jùtalan“
- Kindertrachten- und Kindertanzgruppe „Is guldana Pearl“ (das goldene Bärlein)
- Zeitung: „asou geats“ (so geht es) im Ortsdialekt sowie friaulisch und italienisch; Tischlbongara Piachlan – quaderni di cultura timavese

Im Juli wird das Dorf- und Kulturfest „Sumarnocht“ gefeiert.

## Küche
Als örtliche Delikatesse sind die „Schultar“ (geräucherte und dann gekochte Schweineschulter), „Varhackara“ (Verhackert) und die „Chropfn“ (verschieden gefüllte Teigtaschen, vgl. Kärntner Nudel) bis weit über die Gemeindegrenzen hinaus bekannt.